# Agrotis manabilis
Agrotis manabilis là một loài bướm đêm trong họ Noctuidae.